# Францев, Вячеслав Иванович
Вячесла́в Ива́нович Фра́нцев (25 февраля 1929, Владимирская область — 8 марта 1991, Москва) — советский российский кардиолог и кардиохирург, доктор медицинских наук, профессор, основатель и руководитель отделения сердечно-сосудистой хирургии Московского областного научно-исследовательского клинического института (МОНИКИ). Лауреат Государственной премии в области техники за изучение клиники и диагностики пороков сердца у детей раннего возраста, разработку новых методов хирургического лечения и внедрения их в практику (1973), Заслуженный деятель науки РСФСР (1978). Его брат — Герой Советского Союза Евгений Иванович Францев.

## Биография
Родился 25 февраля 1929 года на разъезде Золотковский близ города Мурома, ныне Гусь-Хрустальный район Владимирской области в семье железнодорожника Ивана Дмитриевича Францева и Варвары Васильевны Францевой. Был девятым из 10 детей
Окончил Второй Московский медицинский институт.

## Трудовая деятельность

### Начало
В. И. Францев начал работать в НИИ грудной хирургии АМН СССР под руководством академика А. Н. Бакулева. Там же защитил кандидатскую диссертацию.

### Новосибирск
В Новосибирске в НИИ патологии кровообращения академик Е. Н. Мешалкин работал над проблемами хирургии, которые интересовали В. И. Францева. В 1963 году под руководством академика, в 34-летнем возрасте, В. И. Францевым была защищена докторская диссертация «Пятилетний опыт праводеленности бульбуса сердца методом кавапульмонального анастомоза».
По признанию специалистов, тема до сих пор является актуальной. В докторской диссертации Францева был проведён тщательный анализ 258 случаев из практики хирурга, и детальность разбора поражает хирургов современных кардиохирургических клиник по сей день.

### Москва
Вернувшись в Москву в том же году, 7 апреля 1963 г. в отделении детской хирургии МОНИКИ (зав. к.м.н. М. Н. Степанова) доктор В. И. Францев успешно выполнил перевязку открытого артериального протока ребёнку 4 лет. В отделении детской хирургии им успешно выполнялись операции у больных с врождёнными пороками сердца: прошивание протока аппаратом УАП-20 с пересечением и без пересечения протока, наложение межсосудистых анастомозов при тетраде Фалло, операция Брока при стенозе легочной артерии, резекция коарктации аорты с наложением анастомоза конец в конец. Тогда же были внедрены операции на открытом сердце в условиях безперфузионной умеренной гипотермии: ушивание дефекта межпредсердной перегородки, пластика клапанного стеноза аорты. В 1963 г. он выполнил закрытую митральную комиссуротомию.

### Основание отделения кардиохирургии МОНИКИ
По приказу Минздрава РСФСР в 1964 г. создано Отделение кардиохирургии МОНИКИ на 30 коек, заведующим которого являлся проф. В. И. Францев.
Под его началом в отделении работало 2 старших научных сотрудника, 2 младших, 1 аспирант и 2 клинических ординатора. В. И. Францев являлся бессменным руководителем отделения с 1964 по 1991 гг. После его смерти с 1991 г. отделение возглавил его ученик и ближайший соратник проф. В. Т. Селиваненко.
В. И. Францев был и лидером с великолепным даром убеждения, умением повести за собой коллектив и вселить в него веру в успех, и прекрасным организатором. Так потребности кардиохирургии стимулировали создание новых для МОНИКИ служб и отделений. Было преобразовано и значительно расширено отделение патфизиологии, где особый приоритет отдавался развитию лаборатории искусственного кровообращения (зав. к.м.н. Л. А. Сумбатов). Была значительно преобразована рентгенологическая служба и создан кабинет для внутрисердечных и сосудистых исследований, расширено и переоборудовано отделение функциональной диагностики, которым заведовала Т. С. Виноградова.

### Расширение отделения
В 1966 г. отделение расширено до 60 кардиохирургических коек, 20 из которых были отведены для детского отделения. За период 1964—1972 гг. было прооперировано 2248 детей с врождёнными пороками сердца. А в 1973 г. В. И. Францев в составе группы советских кардиохирургов во главе с академиком Владимиром Ивановичем Бураковским становится лауреатом Государственной премии СССР «За разработку и внедрение методов диагностики и хирургического лечения врождённых пороков сердца у детей раннего возраста».
Начало 70-х годов прошлого столетия характеризовалось разрядкой международной напряжённости между СССР и США. Вместе с делегацией советских кардиохирургов во главе с акад. В. И. Бураковским профессор Францев был неоднократным участником советско-американских научных форумов.
Постепенно значительно увеличился объём кардиохирургической помощи. В отделении стали выполняться все виды хирургической коррекции заболеваний сердца и сосудов, в частности с использованием искусственного кровообращения, умеренной и углублённой гипотермии: пластика дефектов межпредсердной и межжелудочковой перегородок, радикальная коррекция тетрады Фалло, клапанных пороков аорты и легочной артерии, коррекция всех видов приобретённых пороков сердца и магистральных сосудов. Наравне с хирургией врождённых и приобретённых пороков сердца проводится хирургическое лечение брадиаритмий, патологии крупных артерий и вен. За разработку оригинального инструмента для закрытой митральной чрезушковой комиссуротомии коллектив авторов из отд. кардиохирургии МОНИКИ награждён золотой медалью ВДНХ СССР.

## Память
21 ноября 2016 в рамках XVII Областной научно-практической конференции «Новые технологии в педиатрии. Лекарства и дети» прошла Секция детской кардиологии и кардиохирургии. Заседание открыл известный журналист Юрий Рост. Он прочитал доклад «Памяти В. И. Францева».
Воспоминания о великом хирурге продолжил доклад «В. И. Францев — основатель сердечно-сосудистой хирургии в Московской области. Исторические традиции и перспективы развития. Исторические традиции и перспективы развития», который подготовили д.м.н., проф. Александр Осиев, к.м.н. Вадим Бабокин, д.м.н. Михаил Мартаков и к.м.н. Марат Тараян.
На телеканале «Культура» Юрий Рост посвятил передачу своему другу хирургу В. И. Францеву.